# Dorfkirche Prieros

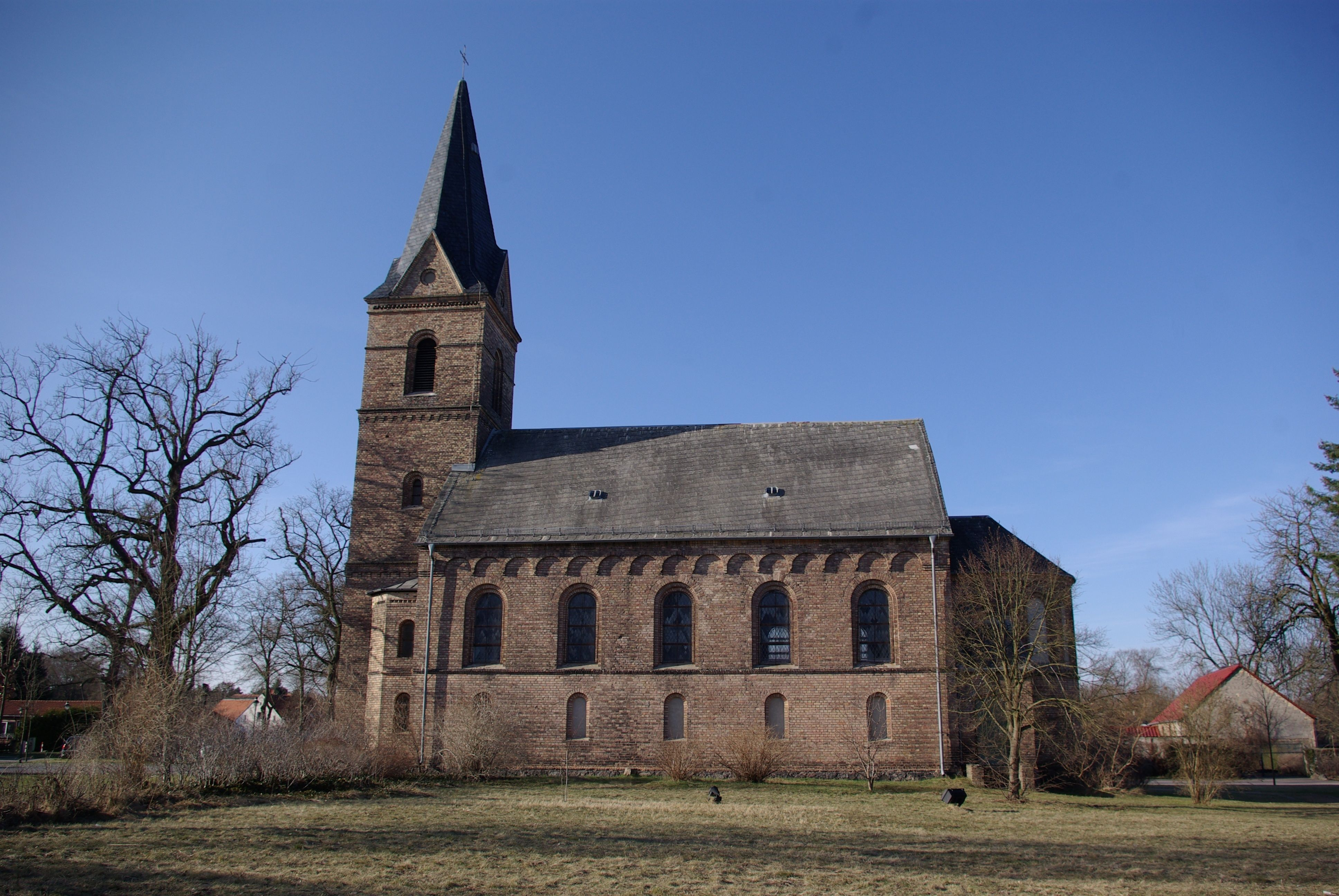
Dorfkirche Prieros

Die evangelische Dorfkirche Prieros ist eine neuromanische Saalkirche in Prieros, einem Ortsteil der Gemeinde Heidesee im Landkreis Dahme-Spreewald im Land Brandenburg. Die Kirchengemeinde gehört zum Kirchenkreis Zossen-Fläming der Evangelischen Kirche Berlin-Brandenburg-schlesische Oberlausitz.

## Lage
Die Straße An der Dahmebrücke führt von Nordosten kommend in den historischen Ortskern. Dort umspannt sie als Prieroser Dorfaue den Kern und führt in südlicher Richtung aus dem Ort. Die Kirche steht östlich dieser Straße auf einem Grundstück, das nicht eingefriedet ist. Zusammen mit den übrigen Gebäuden bildet die Kirche, so die Kirchengemeinde in einem Kirchenführer, ein „sehenswertes Ensemble“.

## Geschichte
Das Bauwerk ersetzte eine barocke Fachwerkkirche, die 1859 derart baufällig geworden war, dass Sicherungsmaßnahmen erforderlich waren. 1870 beschloss die Kirchengemeinde den Abriss des Sakralbaus und beauftragte Handwerker, die in den Jahren 1873 bis 1875 einen Neubau errichteten. Um 1982 erfolgte eine umfassende Sanierung.

## Baubeschreibung

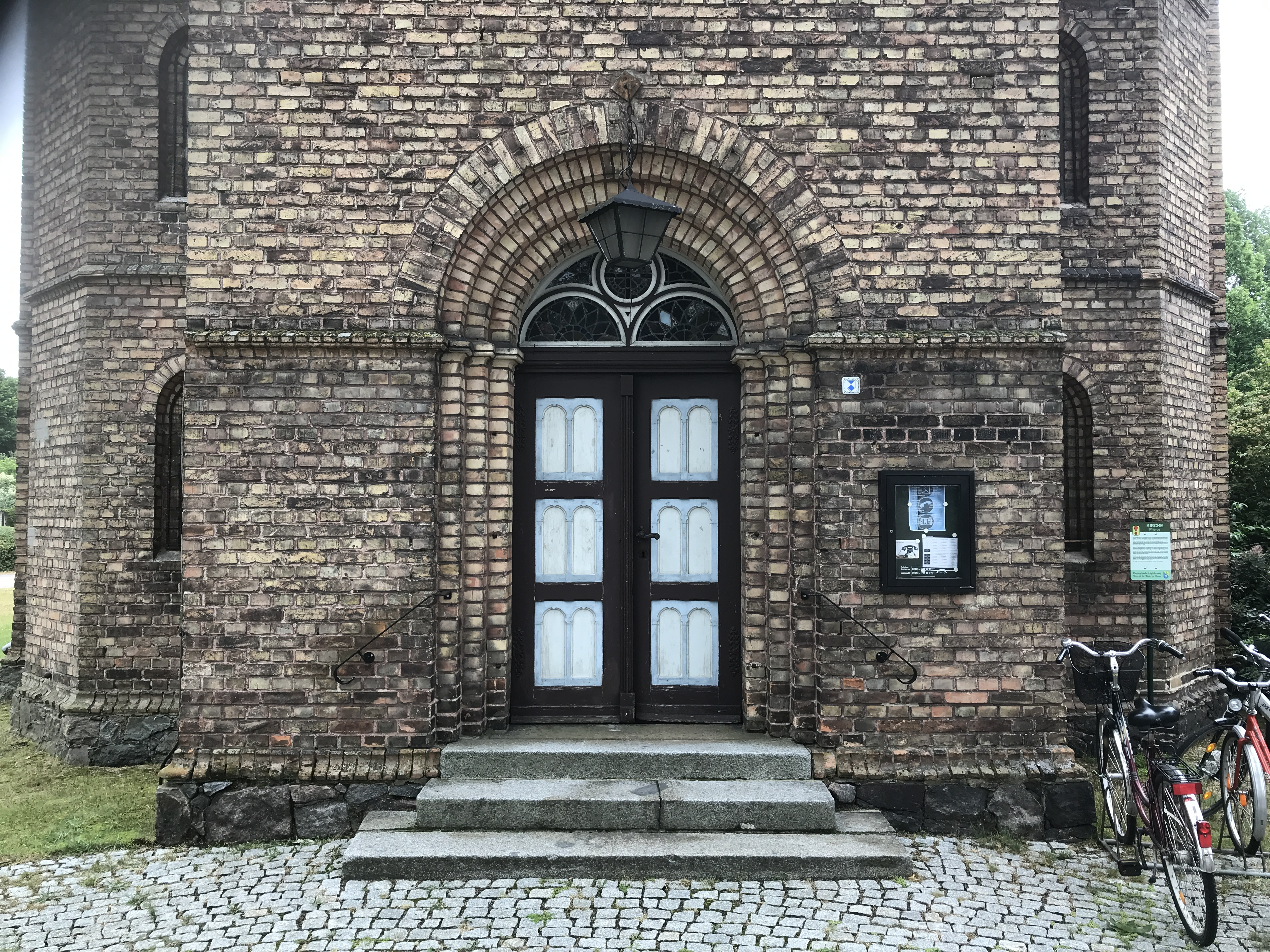
Westportal

Das Bauwerk wurde im Wesentlichen aus gelblichen Mauersteinen im Rundbogenstil errichtet. Der Chor ist halbrund und stark eingezogen. Die fünf rundbogenförmigen Öffnungen sind verputzt und mit einer einfachen Profilierung verziert. An der Nordseite ist ein kleiner Anbau mit einem rechteckigen Grundriss. Er konnte zu einer früheren Zeit durch eine gedrückt-segmentbogenförmige Pforte von Norden her betreten werden. Diese ist im 21. Jahrhundert jedoch ebenfalls verputzt. Nach Westen ist ein kleines Rundbogenfenster. Der Anbau trägt ein schlichtes Satteldach, das auf den Chor zuführt. Dort ist ein halbkreisförmiges Fenster. An der Südseite des Chors ist ein gleichartiger Anbau; dort ist die Pforte jedoch noch erhalten.
Daran schließt sich nach Westen das Kirchenschiff an. Es hat einen rechteckigen Grundriss und an der Ostwand im Giebel zwei kleine rundbogenförmige Öffnungen. Mittig im Giebel ist ein zugesetztes Ochsenauge. Die Nord- und Südseite des Langhauses sind streng gegliedert. An jeder Seite sind im unteren Bereich insgesamt fünf zugesetzte Rundbogenfenster, darüber im zweifach profilierten Gewände große Rundbogenfenster. Am Übergang zum Dach ist ein nach unten geöffneter Rundbogenfries.
Der Westturm hat einen quadratischen Grundriss und ist gegenüber dem Schiff stark eingezogen. Er kann durch ein großes Portal von Westen her betreten werden; darüber ist eine rundbogenförmige Öffnung. Seitlich sind zwei oktogonale Anbauten mit je zwei übereinander angeordneten Fenstern. Im mittleren Geschoss ist an den drei zugänglichen Seiten je eine kleine Rundbogenöffnung, gefolgt von einem weiteren Fries. Darüber erhebt sich das Glockengeschoss mit je einer Klangarkade pro Seite. Oberhalb geht der Turm in den achtfach geknickten Turmhelm über, der mit einem Kreuz abschließt.

## Ausstattung
Der barocke Altar ist als Ädikula aufgebaut und besteht aus schlanken Säulen, die ein breites Gebälk mit Triglyphen tragen. Er stammt aus der zweiten Hälfte des 17. Jahrhunderts und zeigt im Altarblatt Maria, den Apostel Johannes sowie Maria Magdalena unter dem Kreuz. Das Altarretabel ist nach Angaben im Dehio-Handbuch „nicht zugehörig“ und auf das Jahr 1675 datiert. Es ist mit einer Wappenmalerei der Stifterfamilie und einem Sprenggiebel verziert. Die übrige Kirchenausstattung stammt aus der Bauzeit. 
Die Orgel schuf der Berliner Orgelbauer Wilhelm Remler. Sie verfügt über elf Register auf einem Manual und Pedal. 2008 wurde sie von der Firma W. Sauer Orgelbau Frankfurt (Oder) restauriert.